# Federico Barbierato
Federico Barbierato (* 27. Januar 1970 in Monselice) ist ein italienischer Kommunalpolitiker.

## Leben
Nach dem Schulabschluss an einem Realgymnasium und einem Studium an der Universität Parma erhielt Barbierato 1997 einen juristischen Abschluss. Später absolvierte er Master-Studiengänge in Bologna.
Bevor er 2017 Bürgermeister von Abano Terme wurde, arbeitete er bei einer Versicherung, bei Ascom und bei einem Hotelbetreiber. 2022 wurde er mit 56 %  wiedergewählt.
Seit 2008 ist er Mitglied in mehreren Verwaltungsräten.